# 島地黙雷

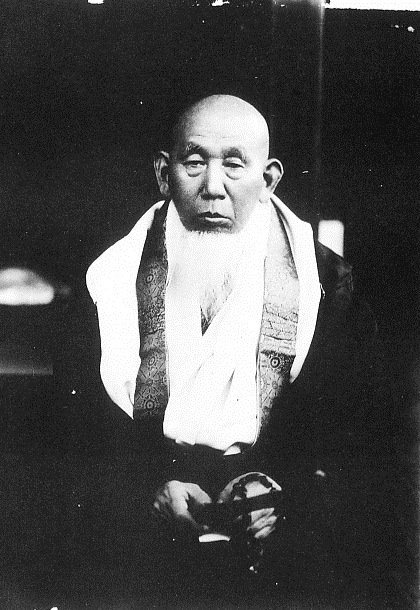
島地黙雷

島地 黙雷（しまじ もくらい、天保9年2月15日（1838年3月10日） - 明治44年（1911年）2月3日）は、明治時代に活躍した浄土真宗本願寺派の僧。雨田、北峰、六々道人などと号す。西本願寺の執行長。大洲鉄然、赤松連城とともに、西本願寺における維新の三傑と称される。

## 略歴
周防国（山口県）佐波郡で西本願寺派専照寺の四男として生まれる。1866年、同郡島地村妙誓寺の住職となり、姓を島地と改めた。
1868年（明治元年）、京都で大洲鉄然や赤松連城とともに、坊官制の廃止・門末からの人材登用などの西本願寺の改革を建白し、改正局を開いて末寺の子弟教育に注力した。1870年（明治3年）に、西本願寺の参政となった。
1872年（明治5年）、西本願寺大谷光尊からの依頼によって、仏教徒として初めてヨーロッパ方面への視察旅行を行った。使節団一行がイギリスに滞在しているとき、このころ条約改正に一定の進展がみられたといわれるオスマン帝国に対して一等書記官福地源一郎が派遣され、同国の裁判制度などを研究させたが、黙雷はこれに同行している。エルサレムではキリストの生誕地を訪ね、帰り道のインドでは釈尊の仏跡を礼拝した。その旅行記として『航西日策』が残されている。「三条教則批判」の中で、政教分離、信教の自由を主張、神道の下にあった仏教の再生、大教院からの分離を図った。また、監獄教誨や軍隊での布教にも尽力した。また、女子文芸学舎（現：千代田女学園）を創立するなど、社会事業や女子教育にも功績を残した。
1888年（明治21年）、雑誌『日本人』の発行所である政教社の同人となる。
1892年（明治25年）、盛岡市の北山願教寺第25世住職となった。養嗣子の島地大等が第26世となる。1905年、奥羽開教総監の役名で退隠したが、盛岡で夏期仏教講習会を開催するなど仏教の布教に努めた。
1911年（明治44年）歿、74歳。キリスト教に嫌悪感を抱いていたが、晩年は、実子の島地雷夢がキリスト教に改宗する問題等に苦しんだ。
1973年より全集全5巻が刊行された。

## 著書
- 『耶蘇教一夕話』1881
- 『信因称報義』酬恩社 1882
- 『法のてかがみ』敬愛舎 1887
- 『標註徒然草抄』白蓮会 1888
- 『三国仏教略史』織田得能共著 鴻盟社 1890
- 『法の初年』顕道書院 1891
- 『大極殿御仏事考略並建議』渥美契縁共著 博成堂 1893
- 『針水和尚肖像賛史』顕道書院 1894.6
- 『法の苑』1897
- 『真宗大意』哲学館 1899
- 『般舟讃講話』仏教図書出版 1901
- 『観無量寿経講義』光融館 1909
- 『島地黙雷全集 全5巻』二葉憲香、福嶋寛隆編 本願寺出版協会 1973-1978

## 伝記
- 村上護『島地黙雷伝　剣を帯した異端の聖』ミネルヴァ書房、2011年